# 석촌호수공원
석촌호수공원(石村湖水公園)은 서울특별시 송파구 잠실동에 있는 공원이다. 송파나루공원(松坡津公園)이라고도 한다.

## 개요

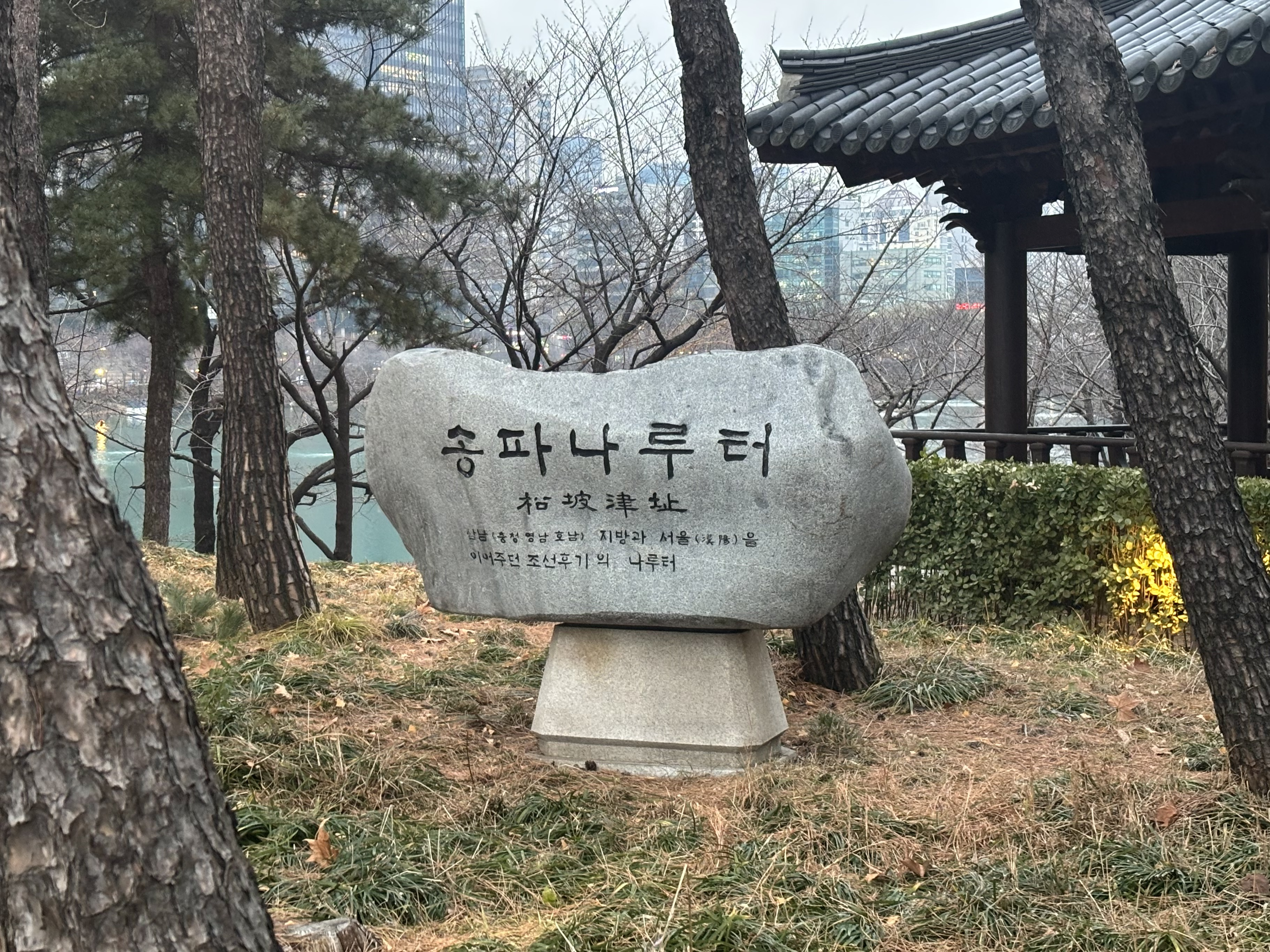
송파나루 터

석촌호수 북쪽 잠실벌은 원래 나루터가 있었던 곳으로 한강 상류에서 흘러온 흙이 쌓여 하중도가 생겼으며, 광진교 밑에서부터 잠실야구장까지 석촌호수를 지난 송파강과 신천강을 이룬 샛강이 생겼다. 1969년에 한강 본류의 하상 정비 개발에 착수하게 되는데, 이 강을 매립한 이후 일부 남겨 놓고 1980년대 초 석촌호수를 정비하면서 공원을 만들게 되었다. 석촌호수는 송파대로를 기준으로 동호와 서호로 나뉘어 있는데, 동호는 새벽 조깅코스와 주변 시민들의 휴식처, 산책로로 이용되고, 서호는 서울놀이마당과 롯데월드의 매직아일랜드와 그 내에 위치한 제노바 유람선 및 분수대가 있다. 옛 송파강과 송파나루, 송파장 등 이 있던 곳이다.
서울시에서는 서울의 우수한 경관을 알리자는 취지로 우수 경관 조망 명소 50개소를 선정했다. 석촌호수의 '포토 아일랜드'도 그 가운데 한 곳. 송파대로에서 롯데월드 쪽 서호 가는 방향에 위치한다. 도심의 마천루와 아름다운 호수를 배경으로 추억을 남겨보는 것도 좋다.

## 문화제 및 행사
석촌호수의 면적은 21만 7,850m2이며, 깊이는 평균수심은 4.5m이다. 서호 입구 부근에는 흔히 '삼전도비'라 불리는 '대청황제공덕비'가 있다. 병자호란의 승리를 기념하기 위하여 청나라가 세운 것이다. 만주어, 몽골어, 한자로 쓰여져 있어 언어 연구에 있어 상당히 중요한 유물로 평가받고 있다. 조선이 청나라에 항복하게 된 경위와, 청 태종에 대해 찬양하는 내용을 담고 있다. 2014년 10월 14일부터 한달 간 러버 덕을 띄우는 행사를 했다. 매년 개화시기에 맞춰 석촌호수 벚꽃축제를 하기도 한다.

## 갤러리

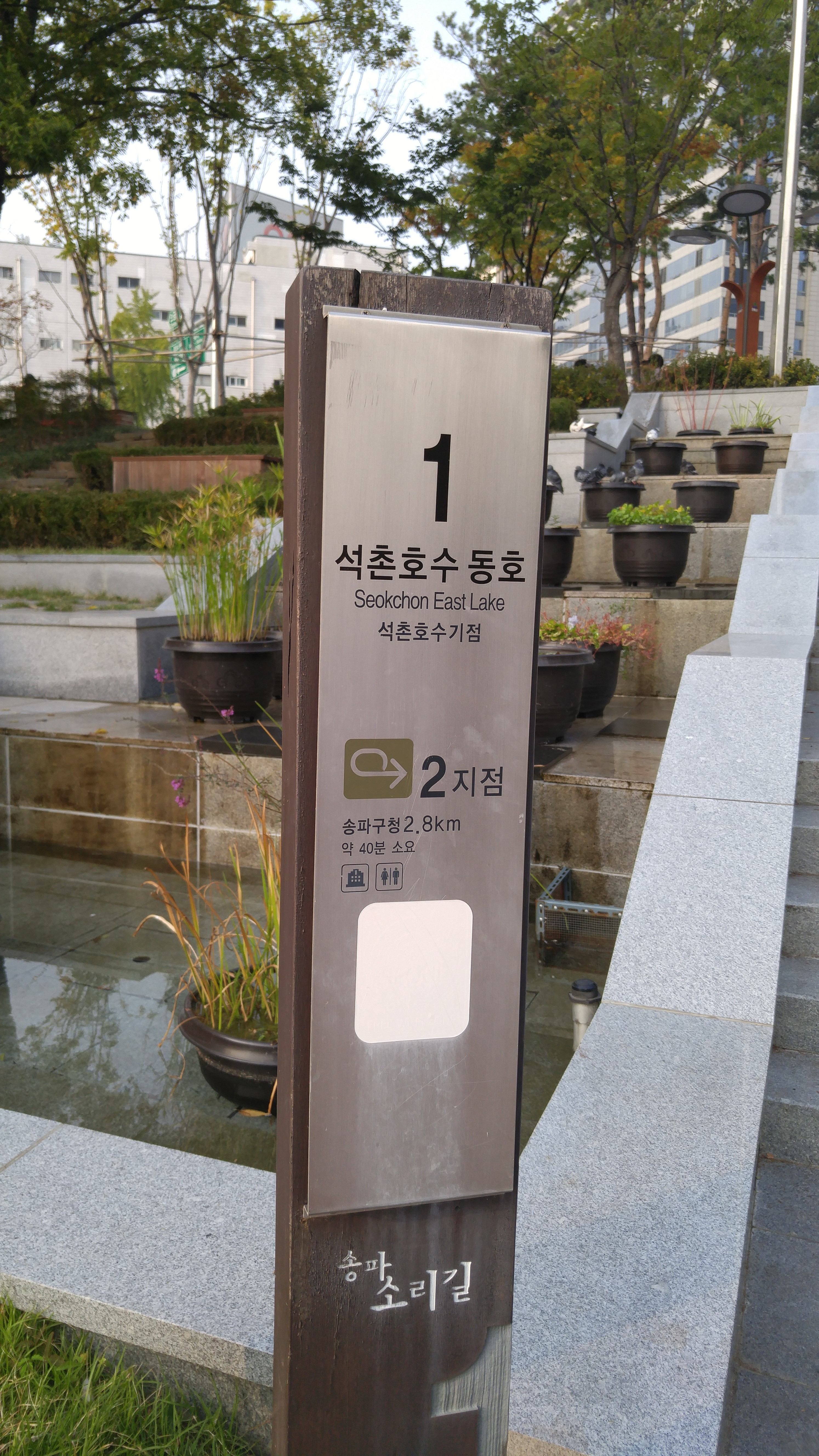
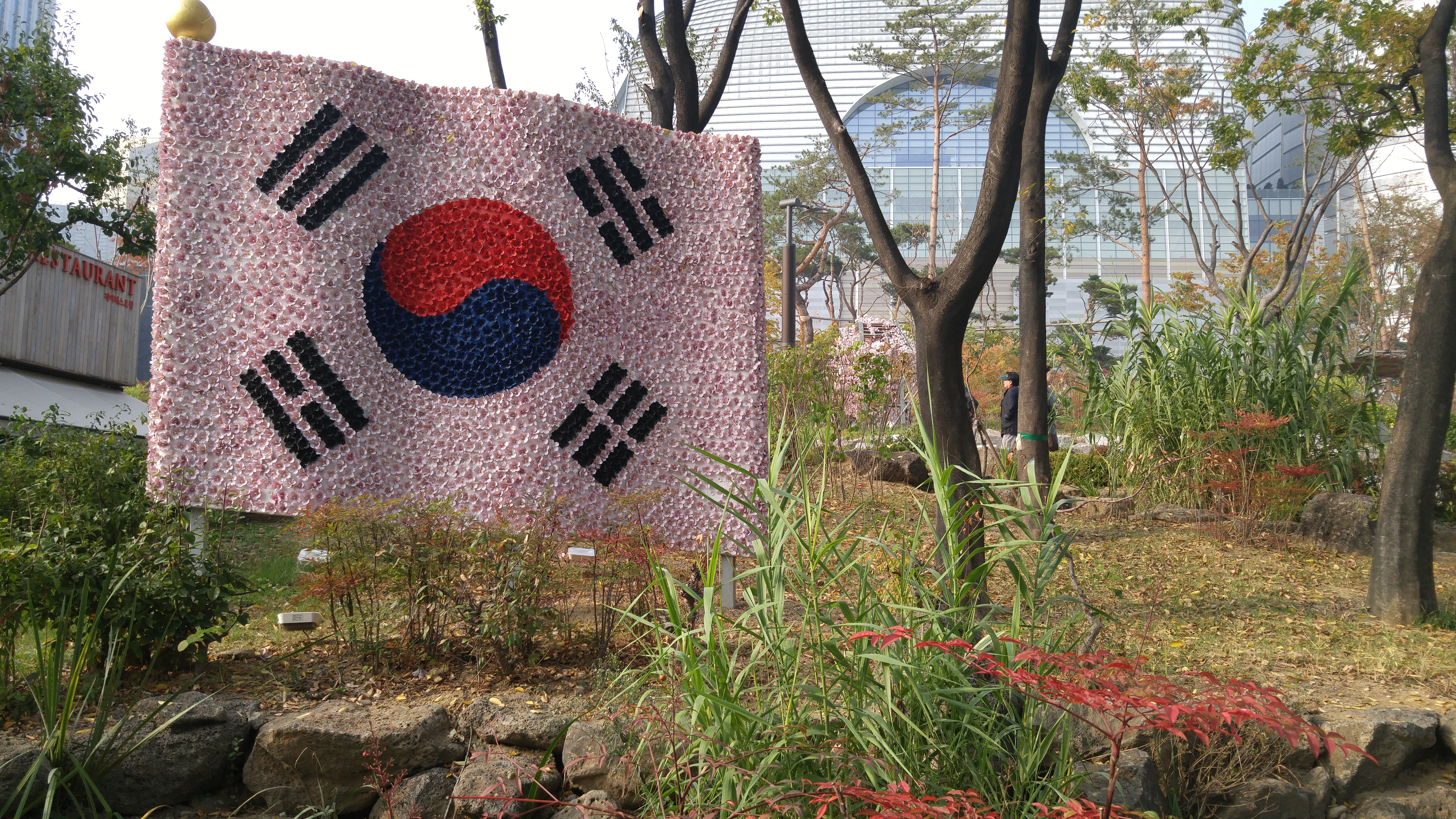
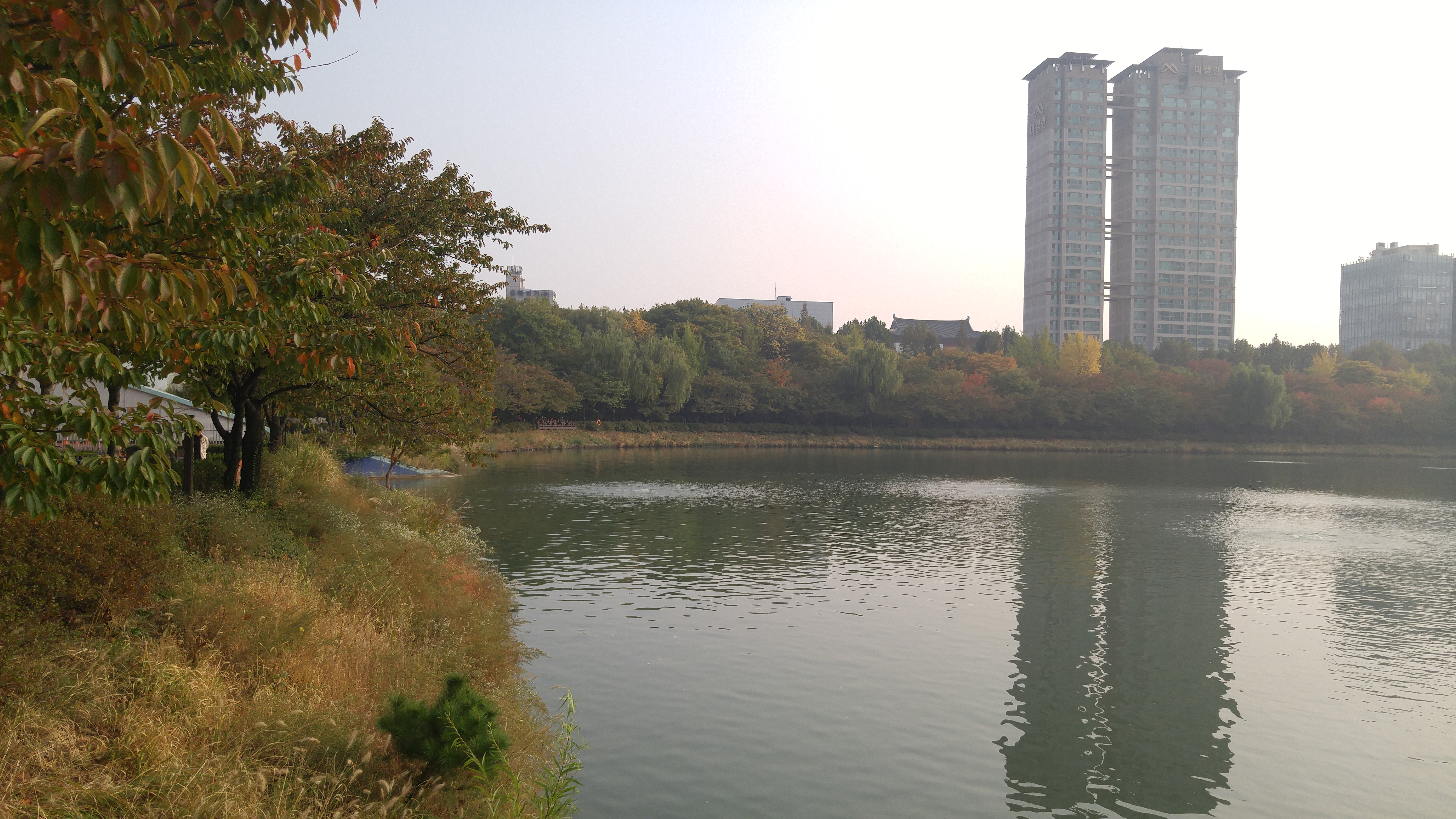
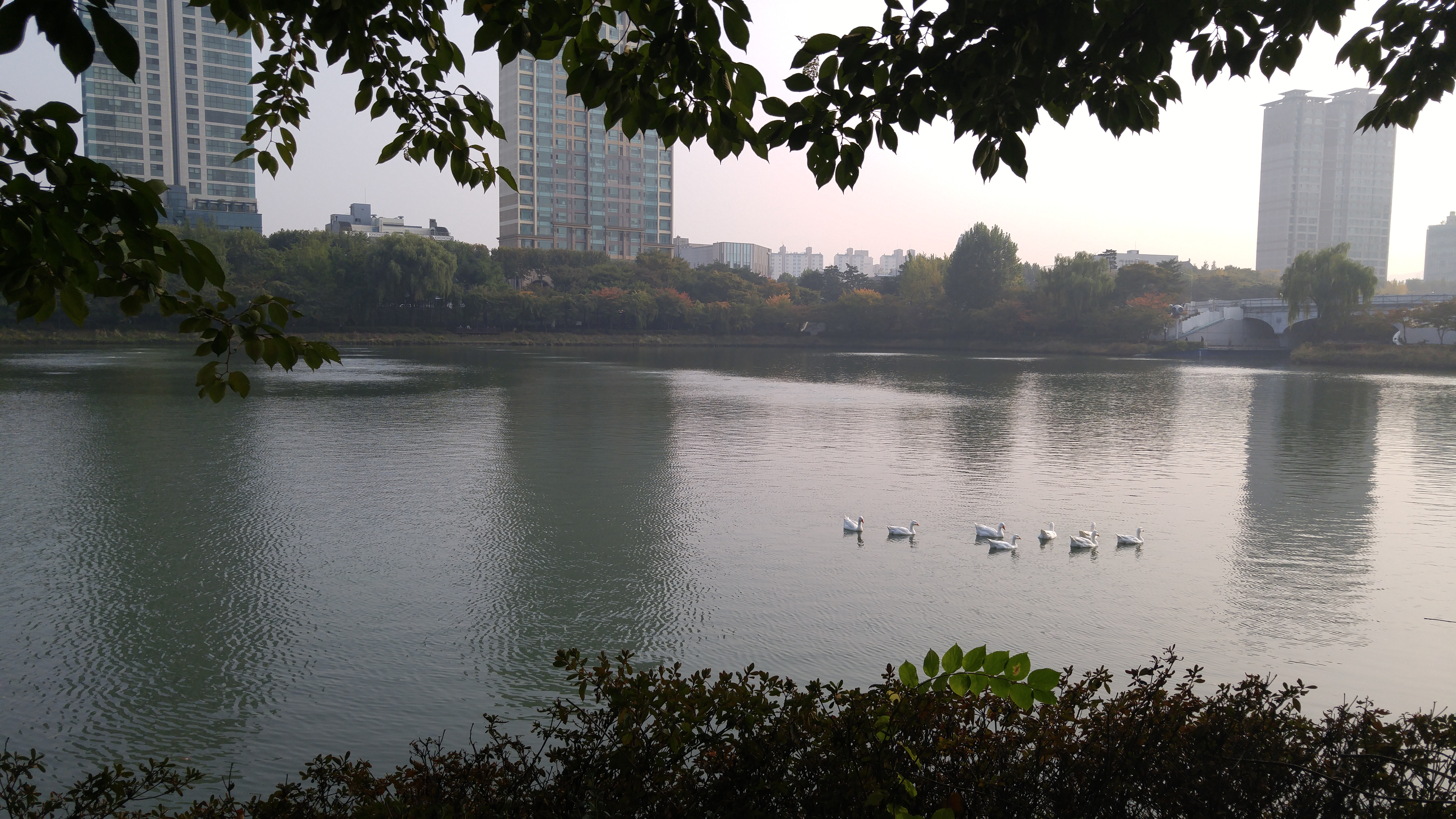
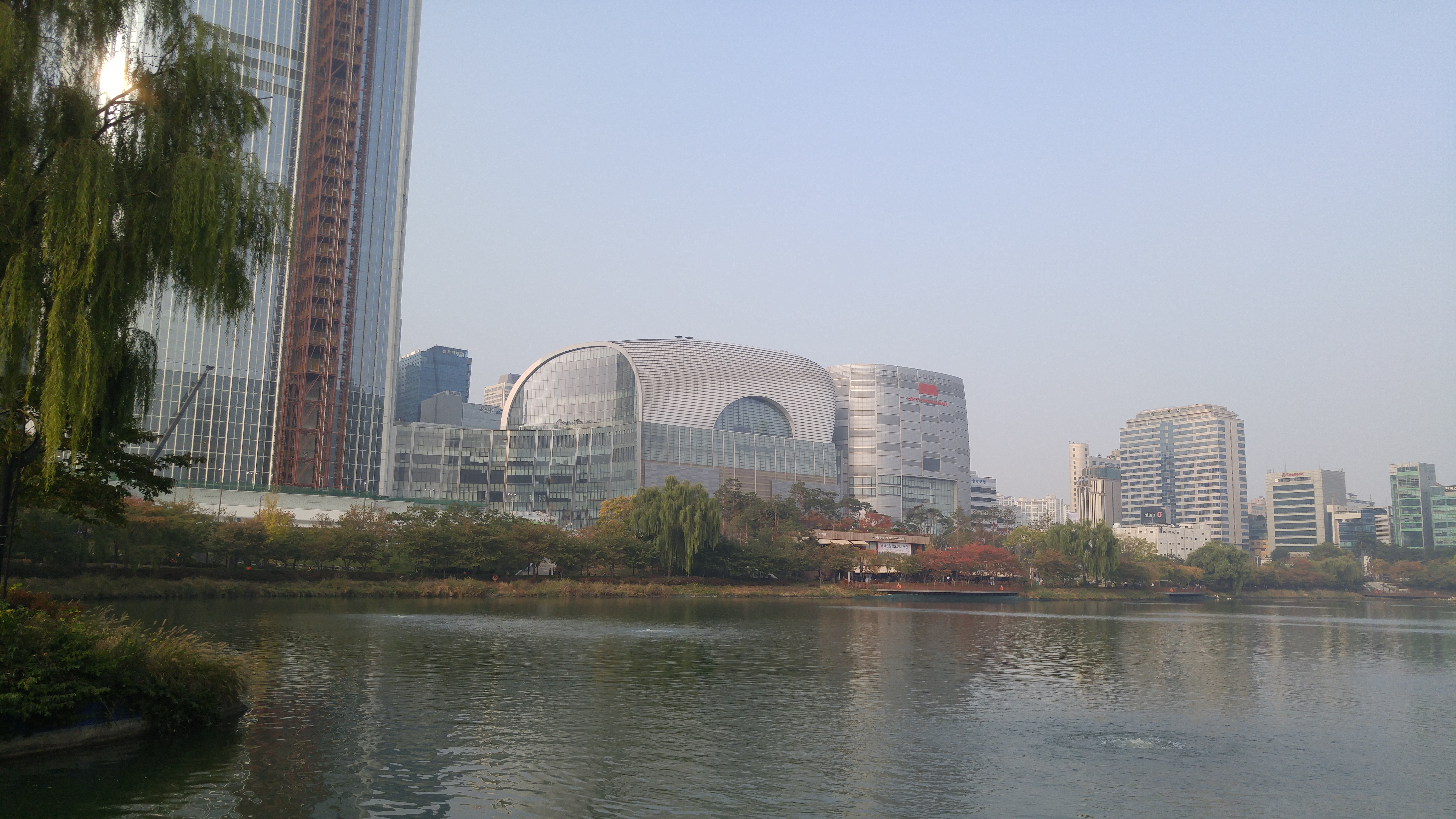
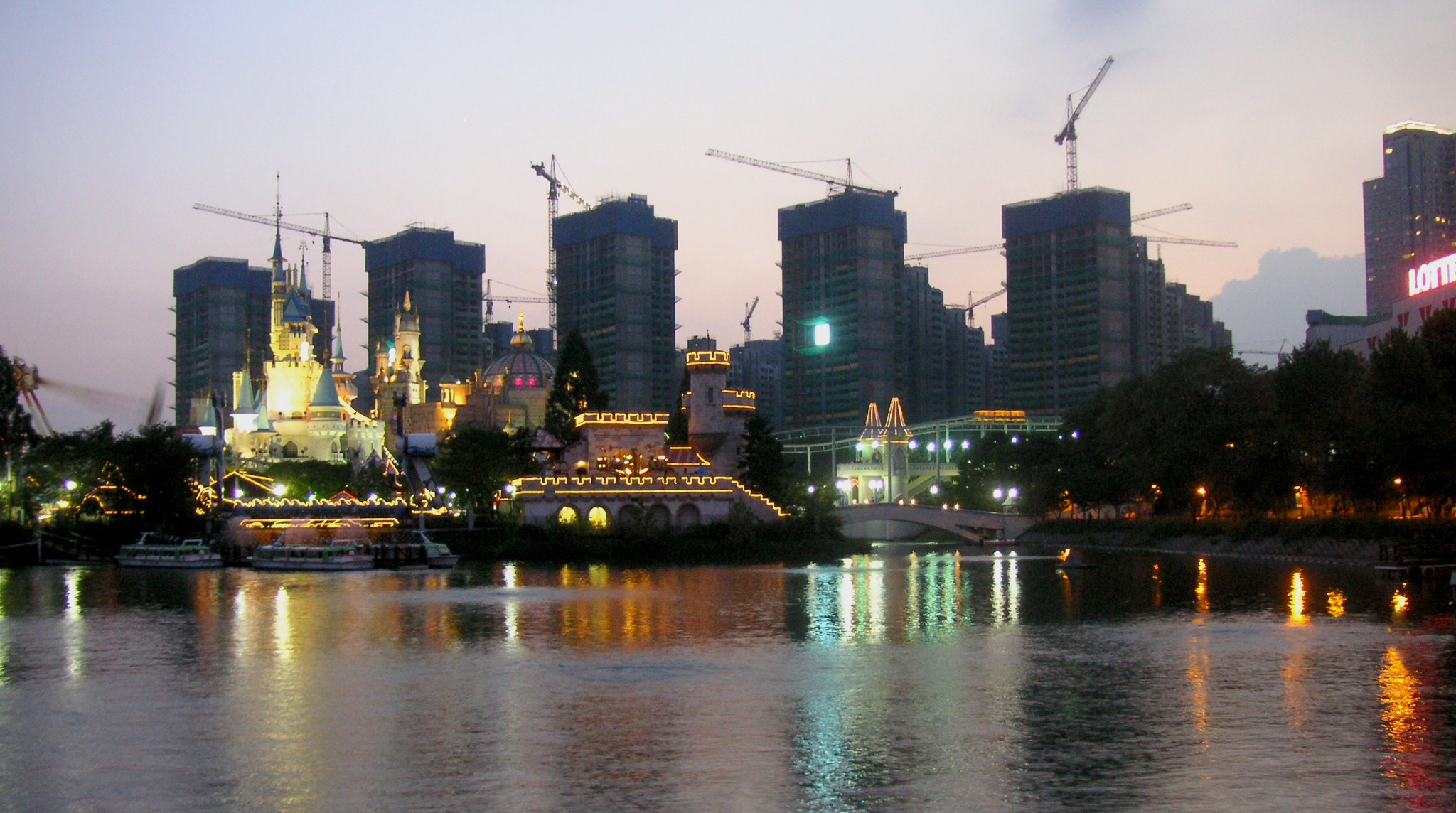
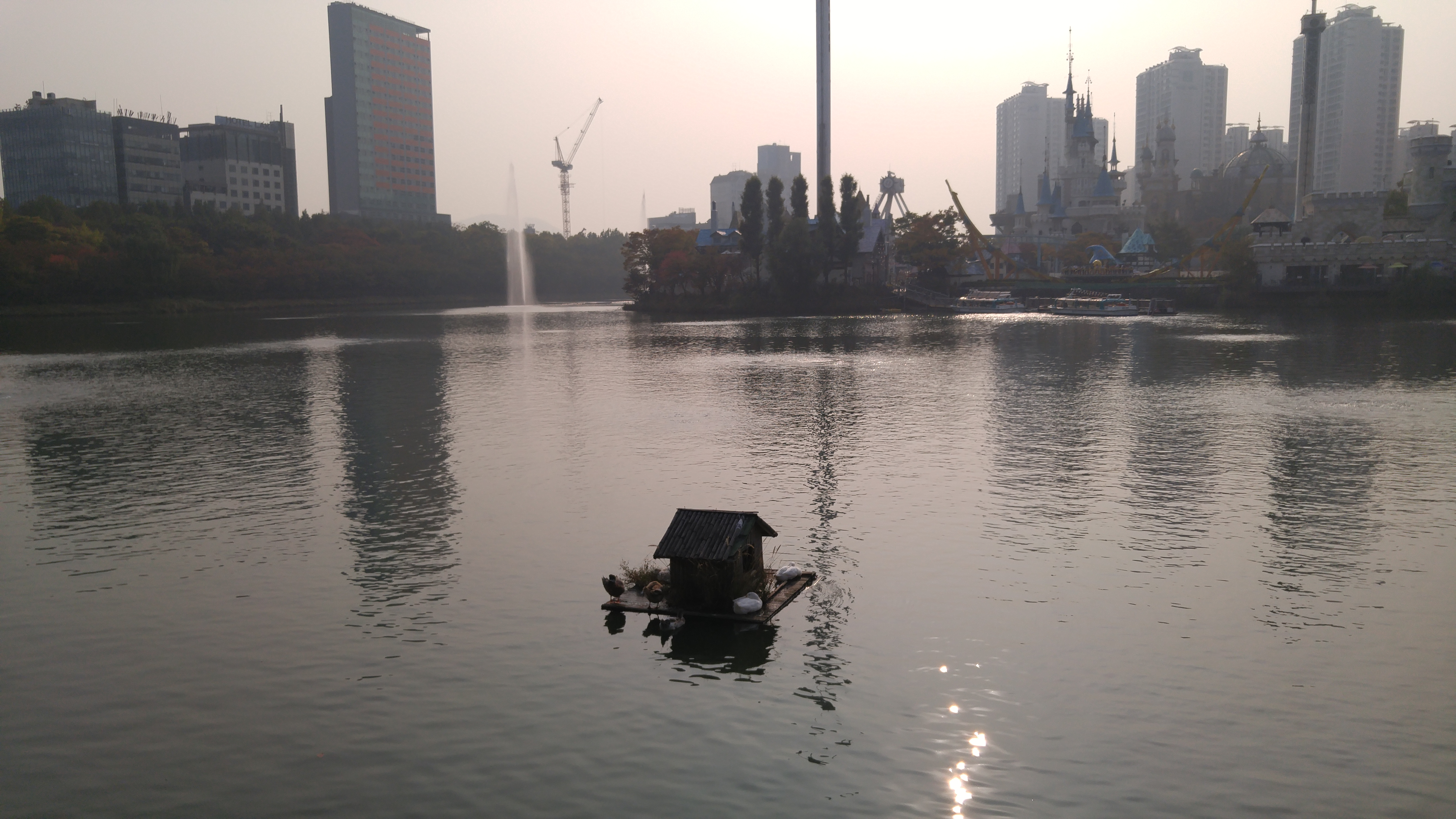
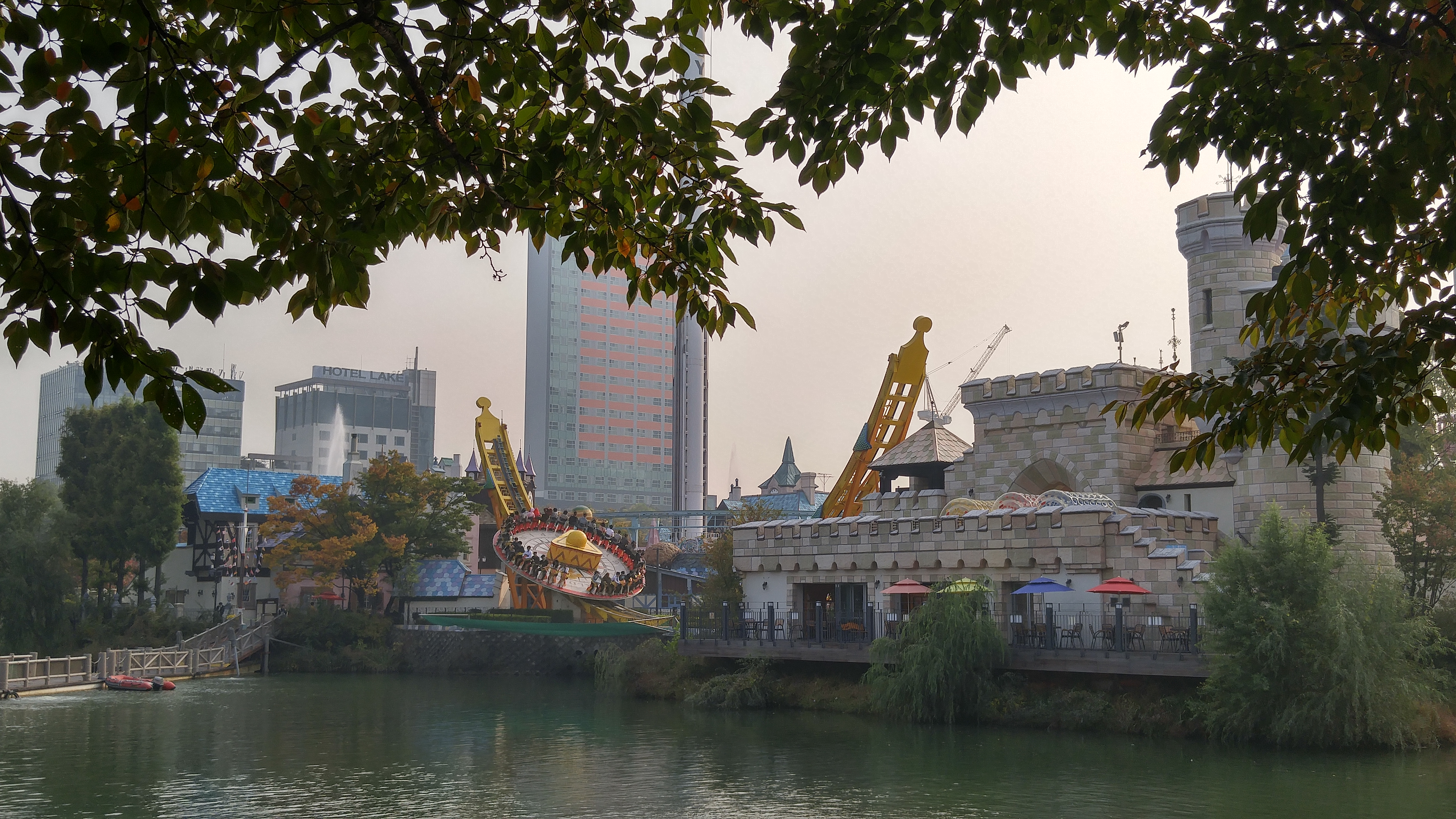
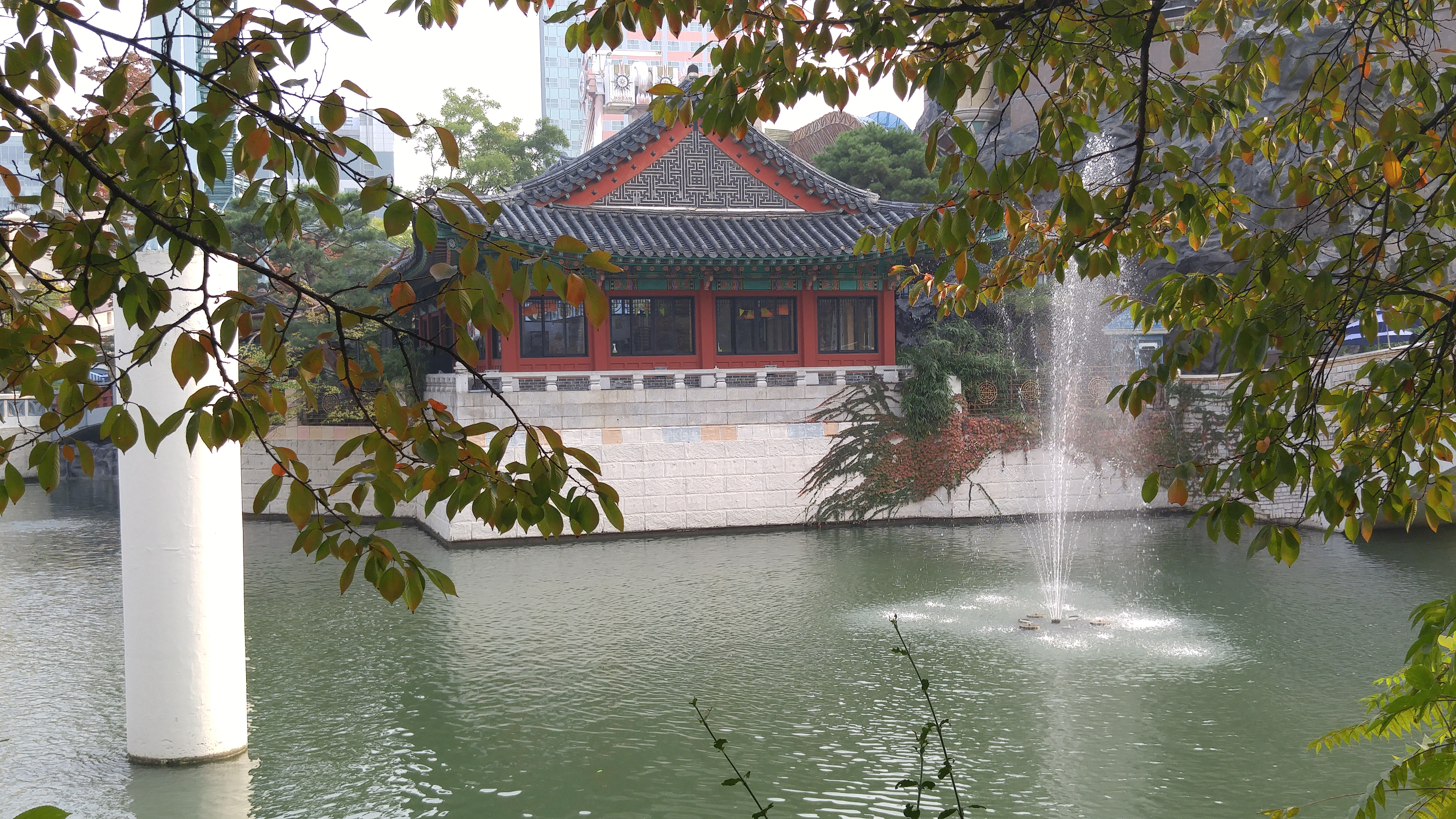
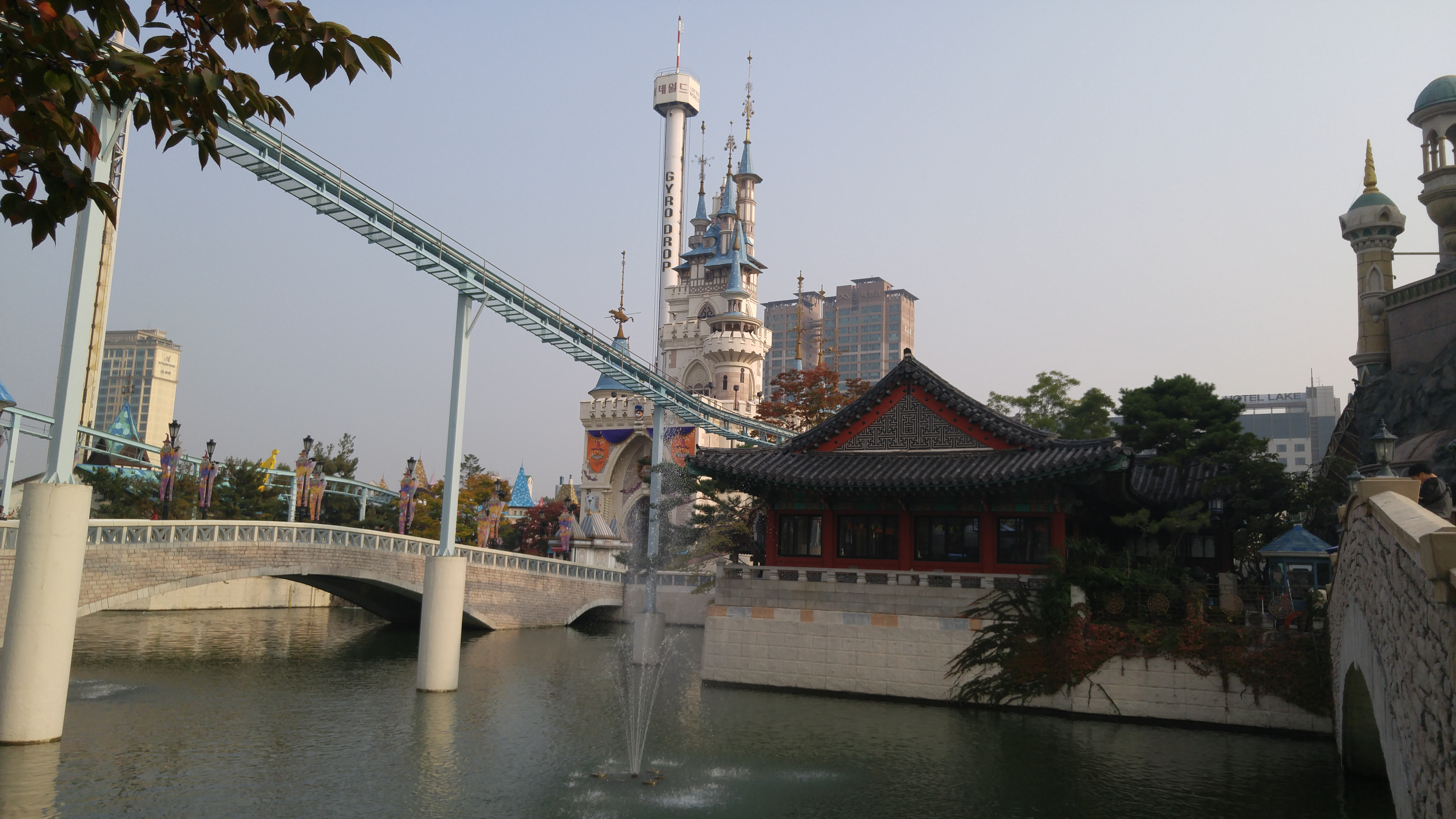
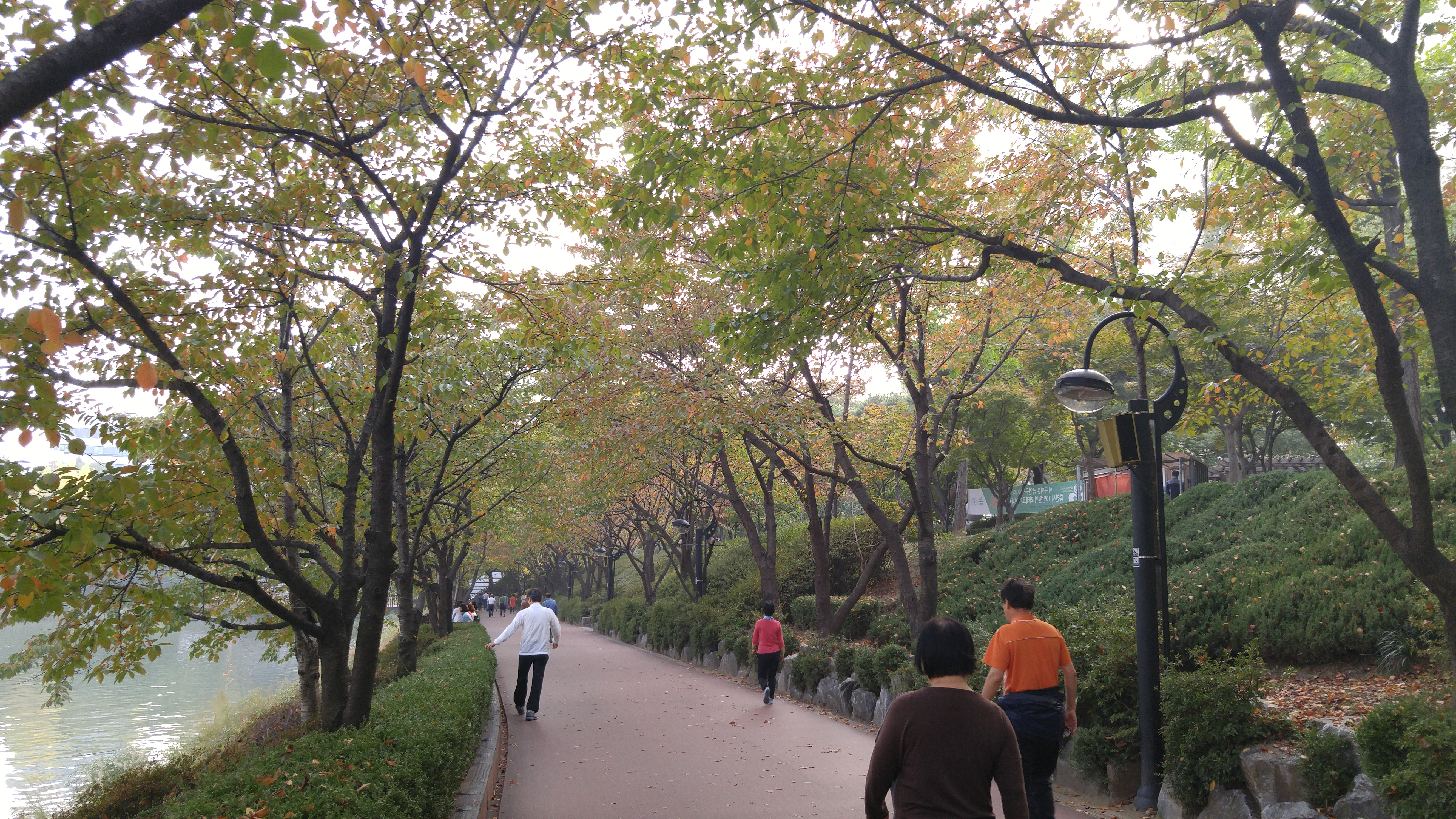
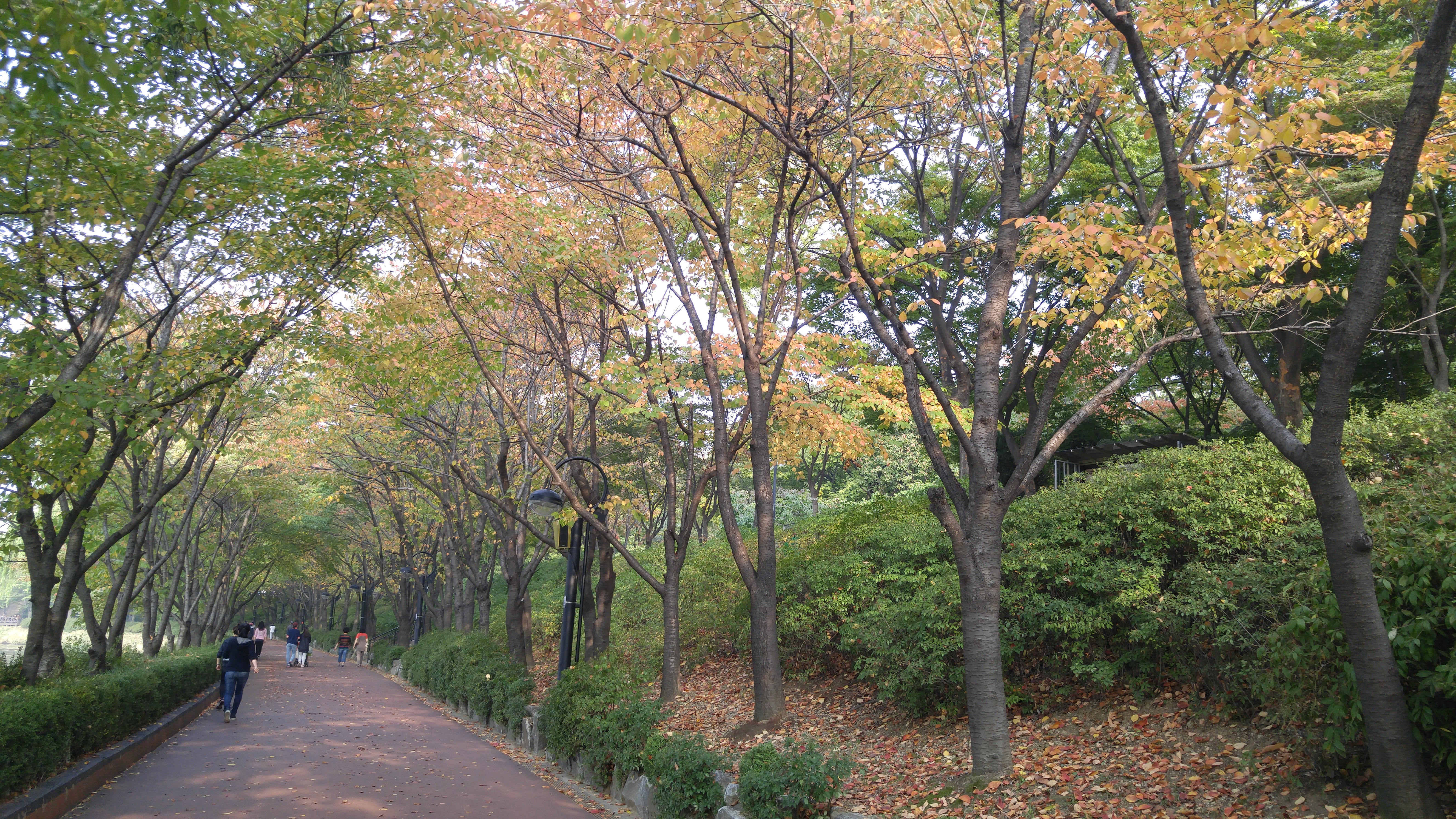
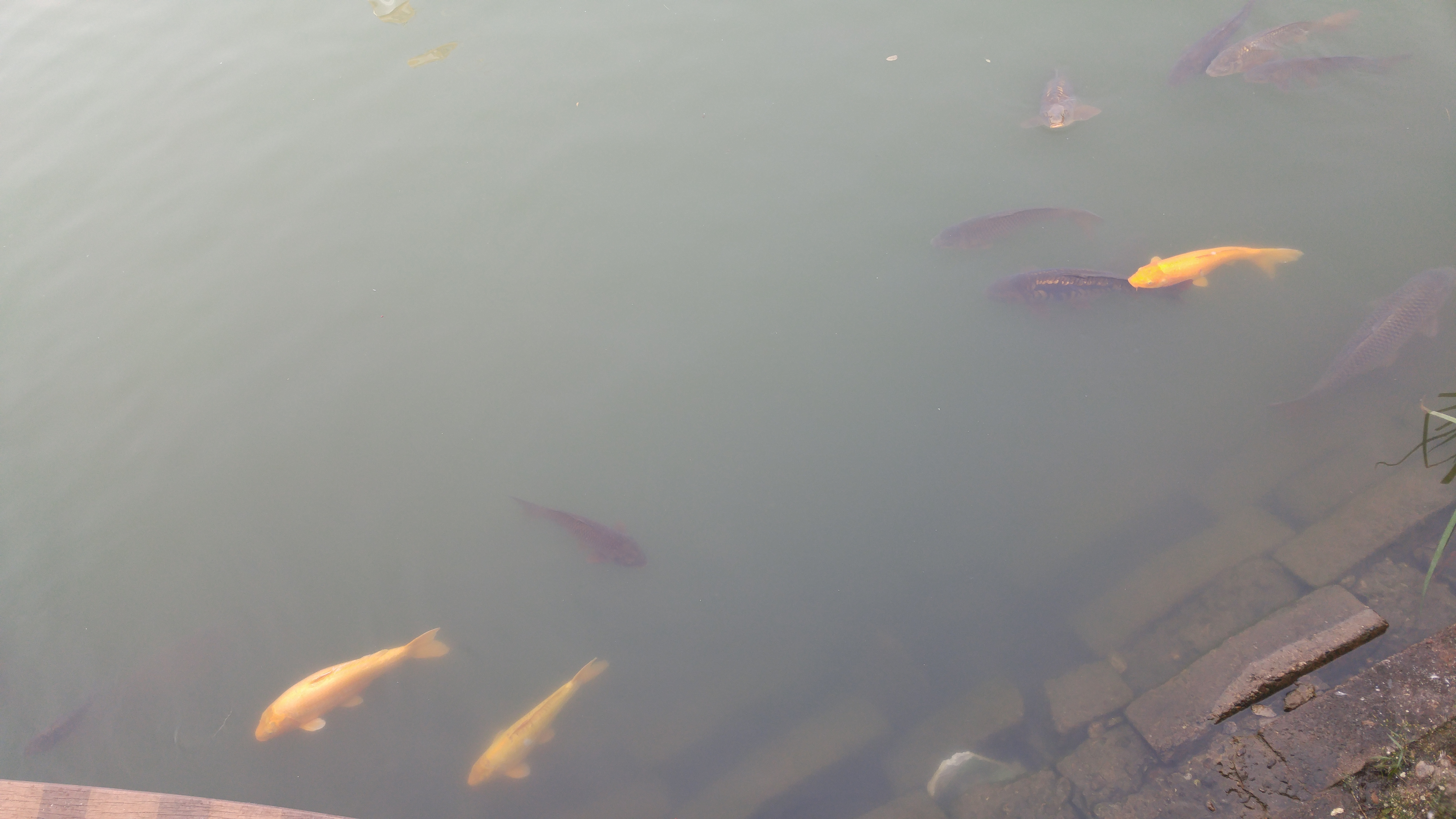
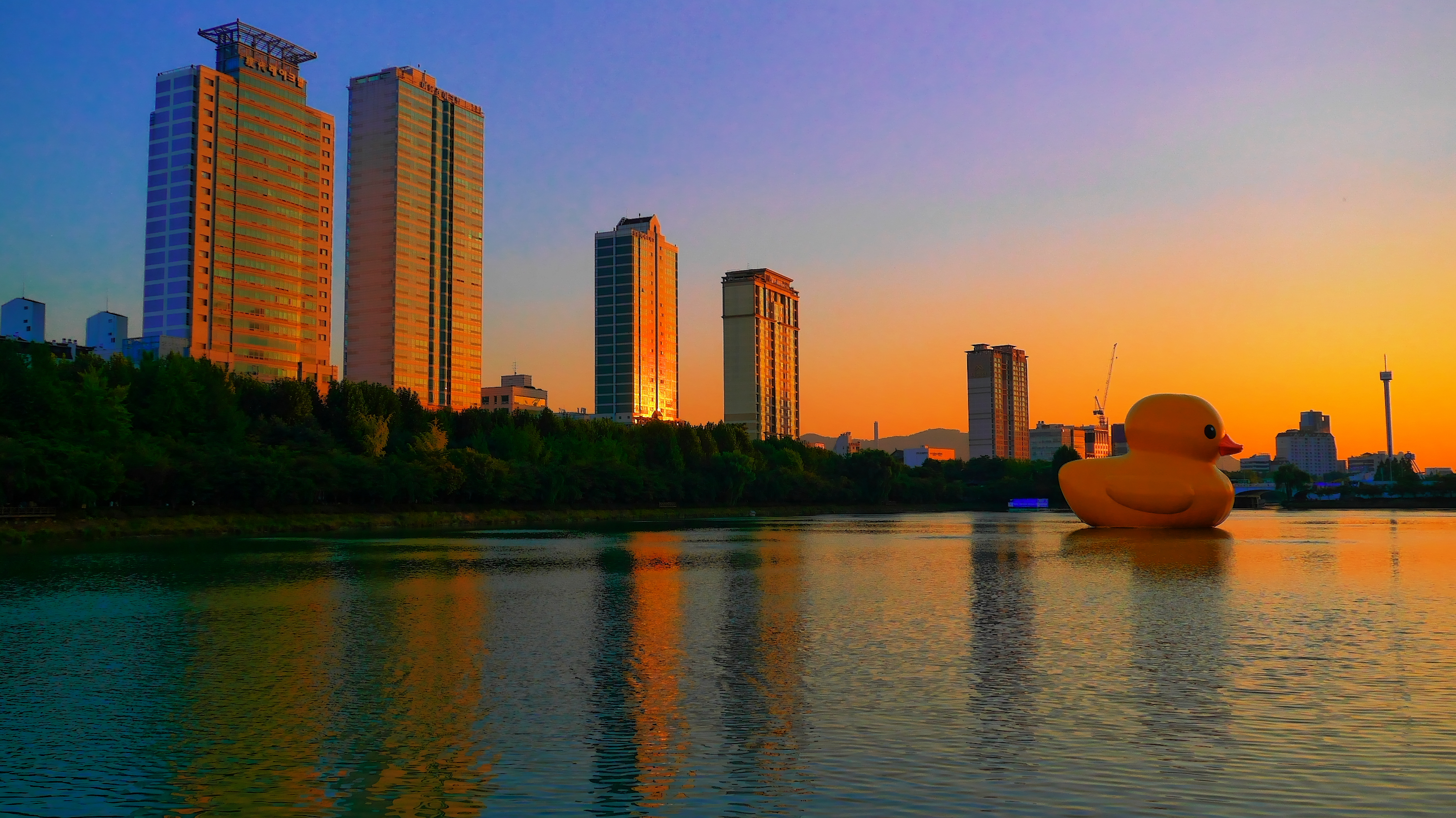
2014년 석촌호수의 러버 덕
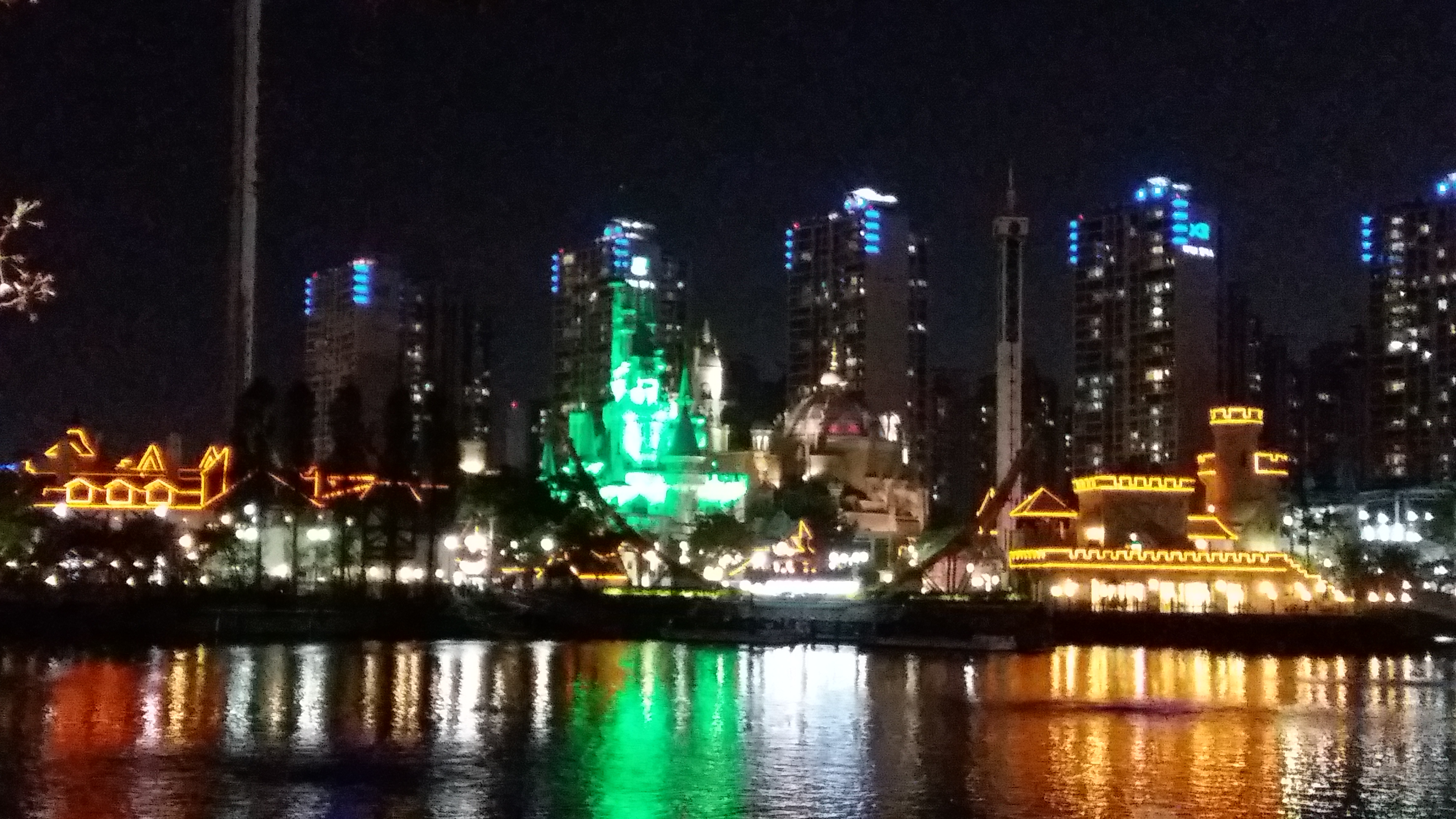
2017년 석촌호수에서 찍은 롯데월드
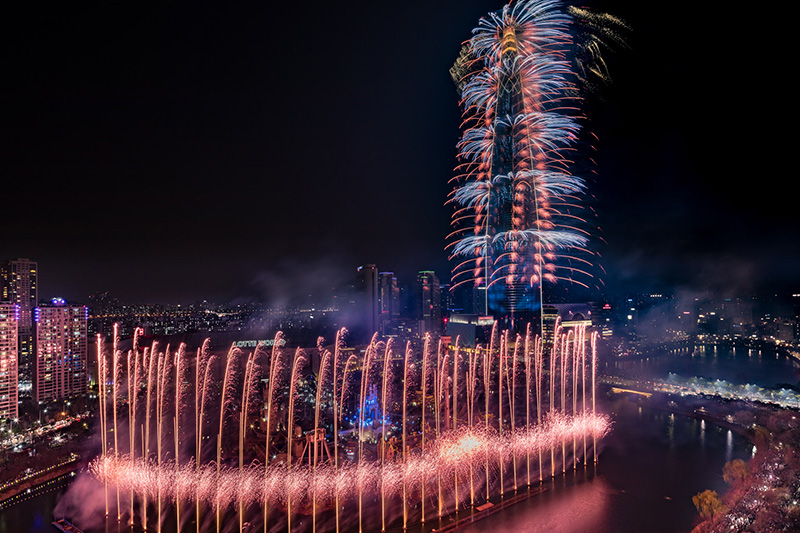
2017년 석촌호수와 롯데월드타워에서 진행된 불꽃놀이
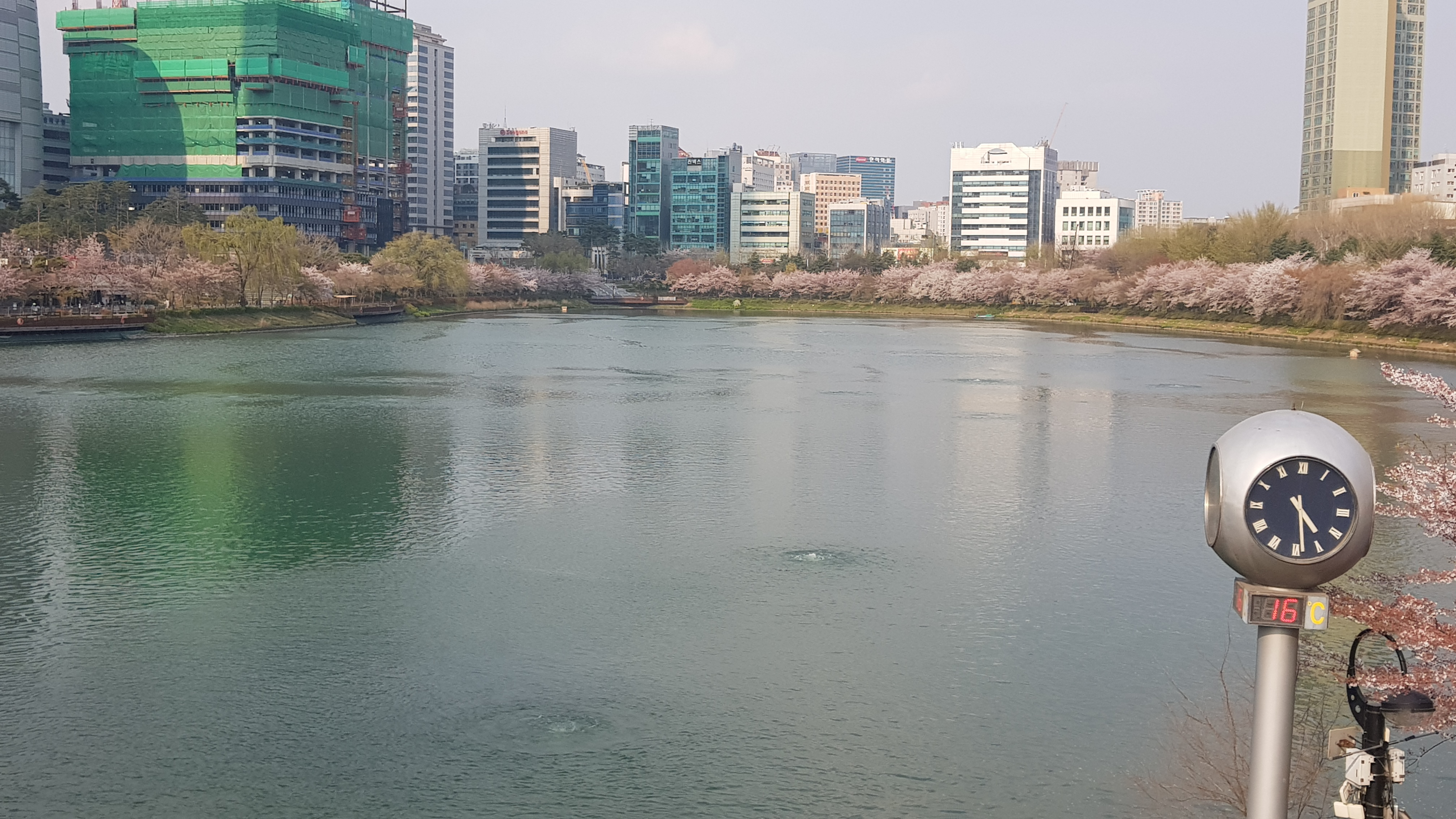
2020년 석촌호수에 핀 벚꽃
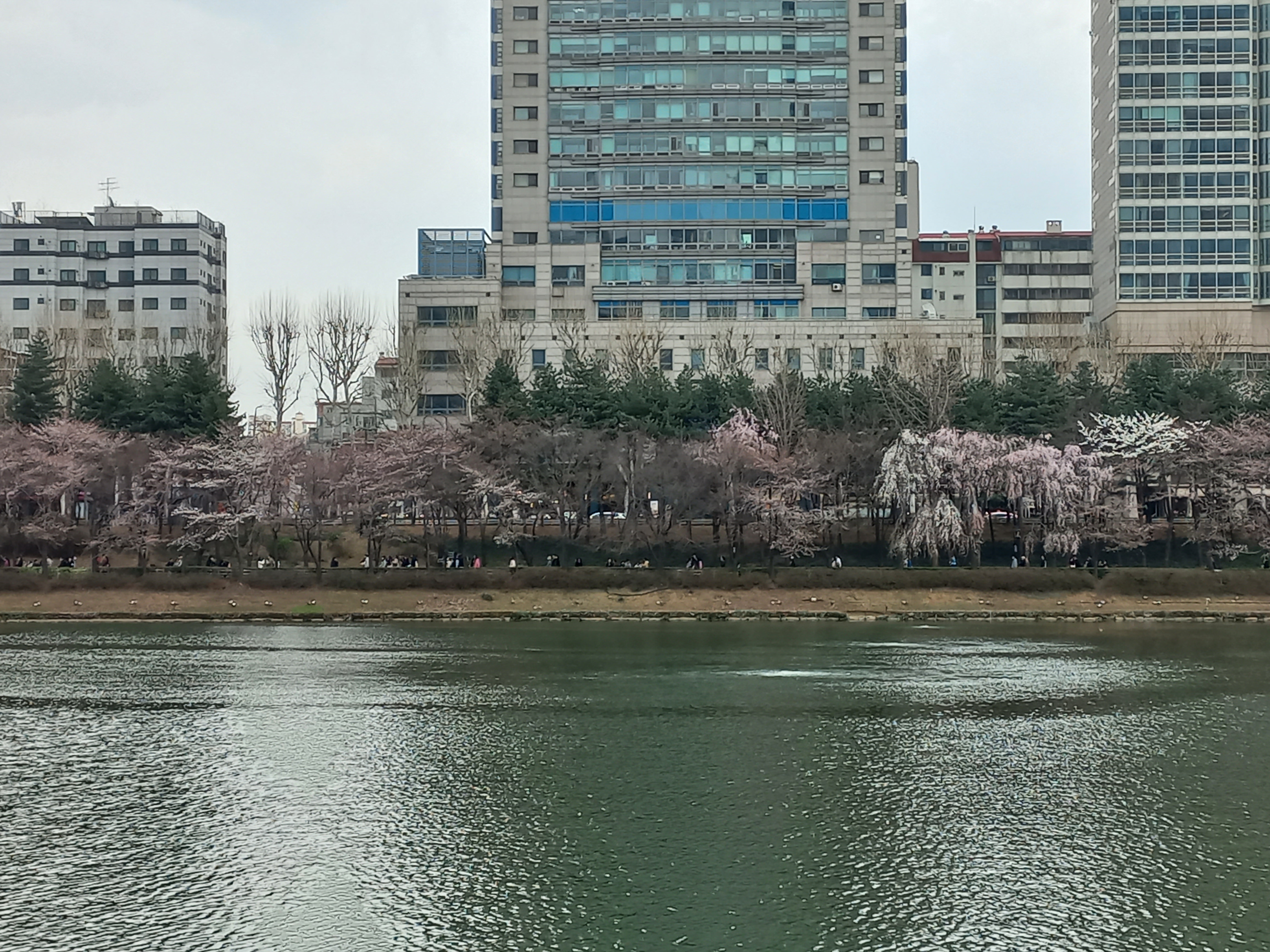
2023년 3월 25일
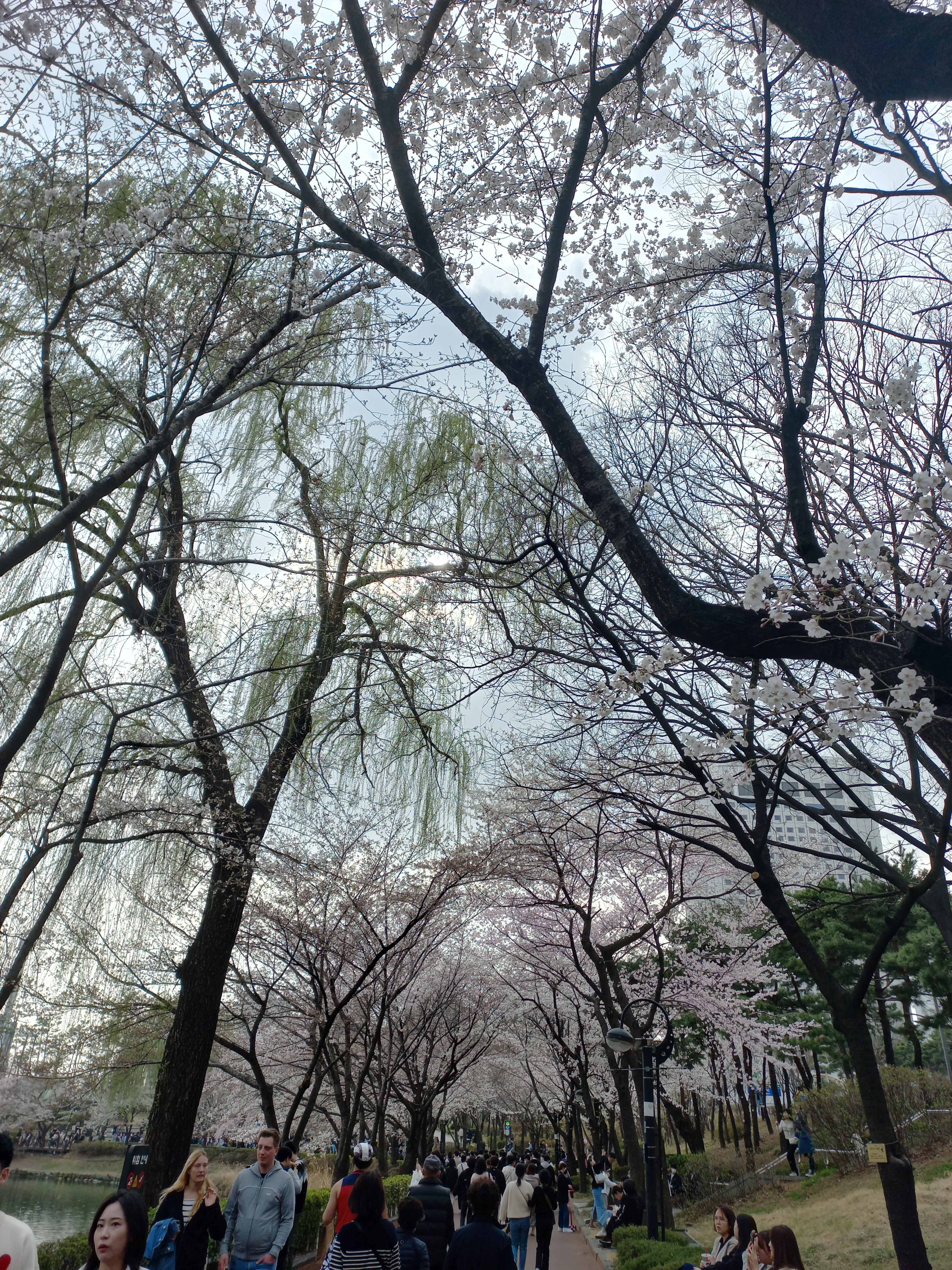
2023년 3월 25일
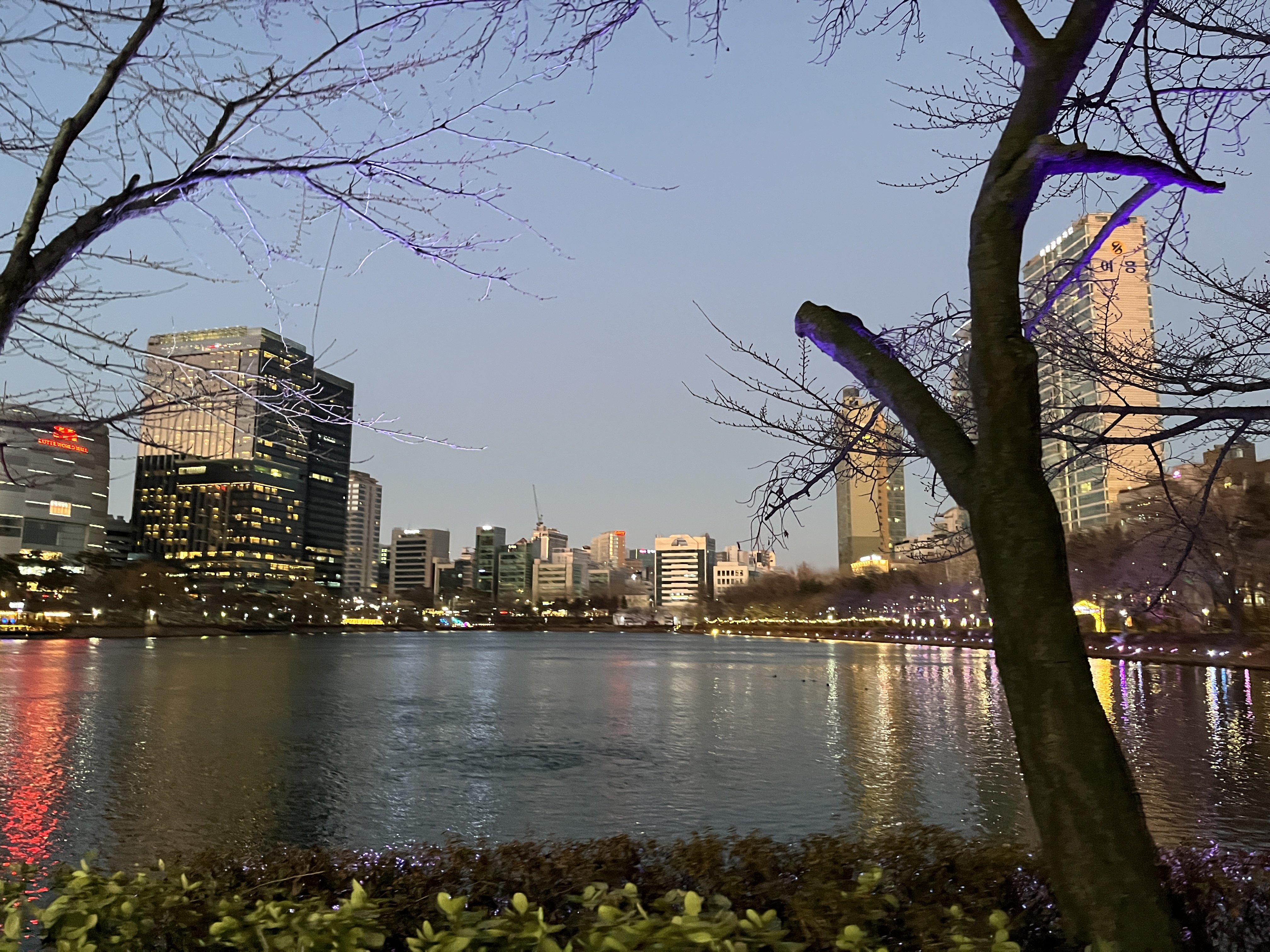
석촌호수의 저녁
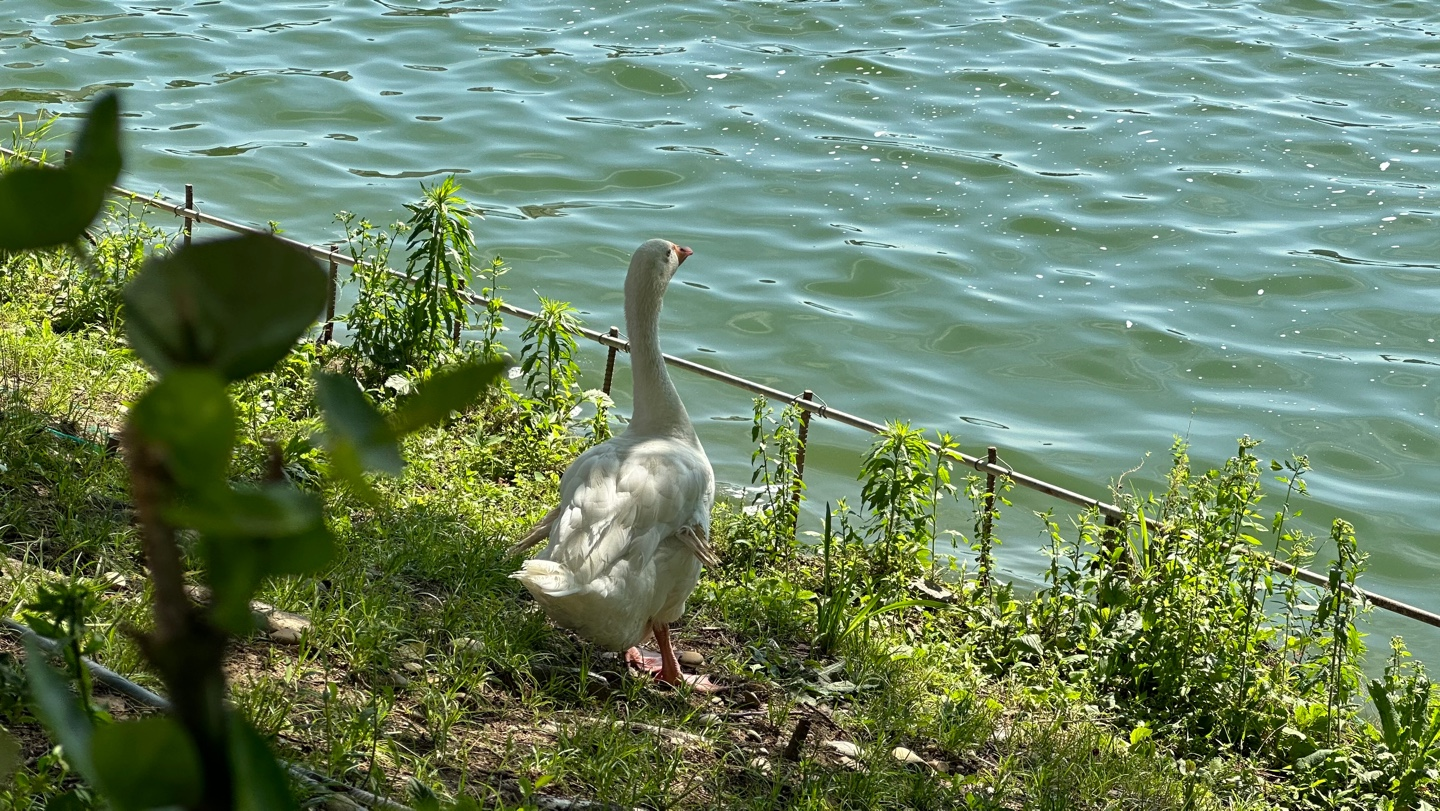
석촌호수와 거위
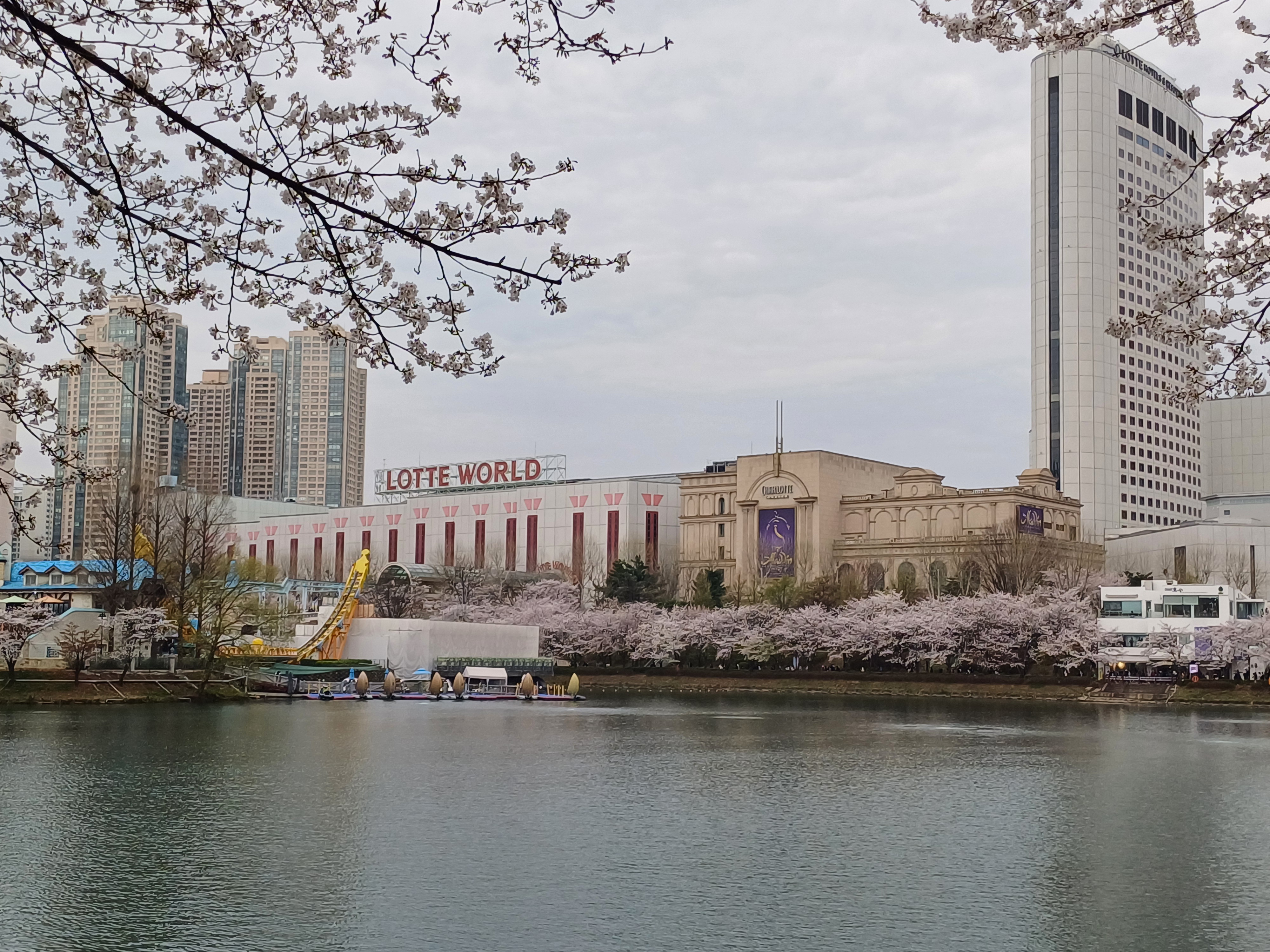
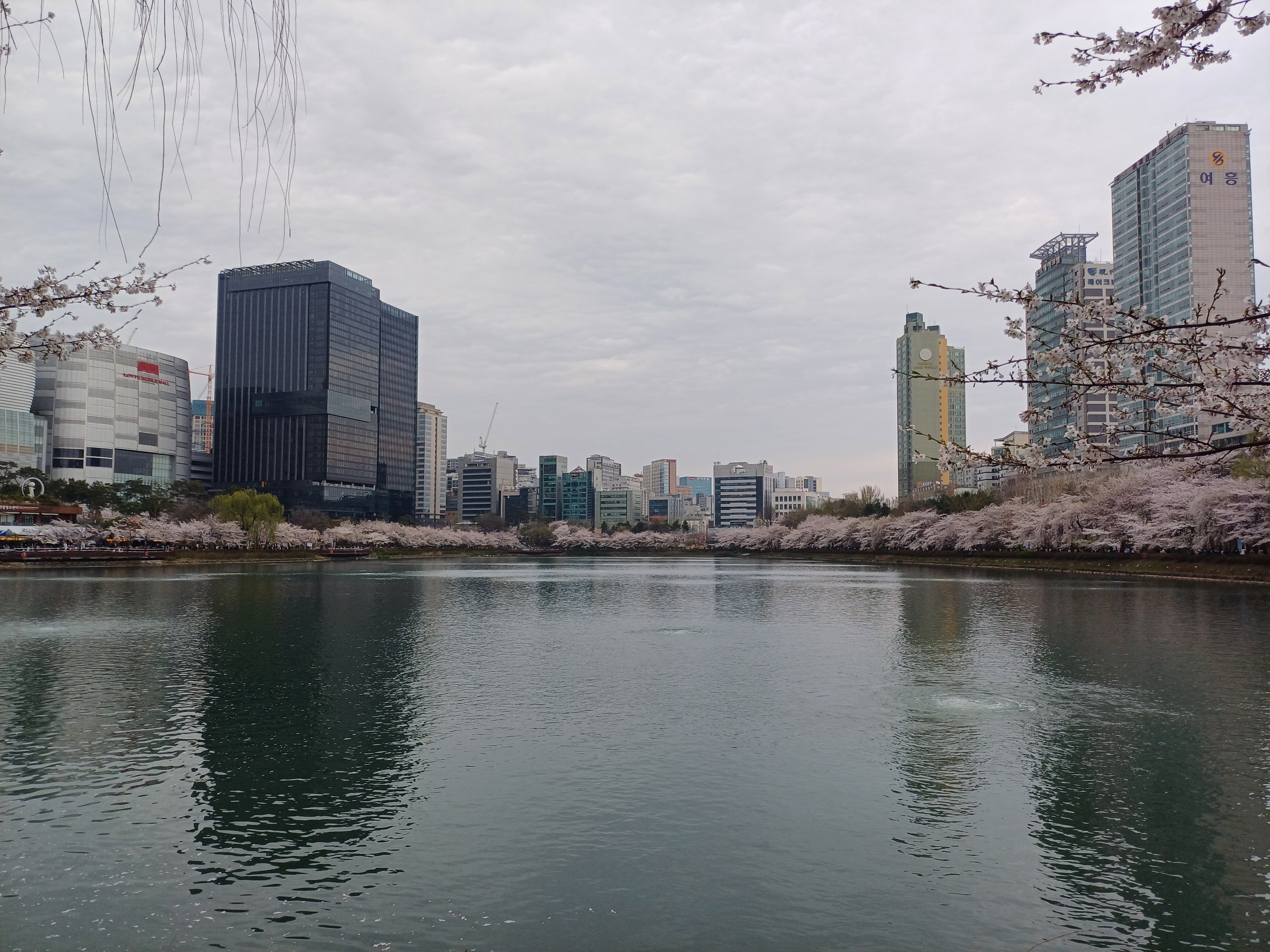
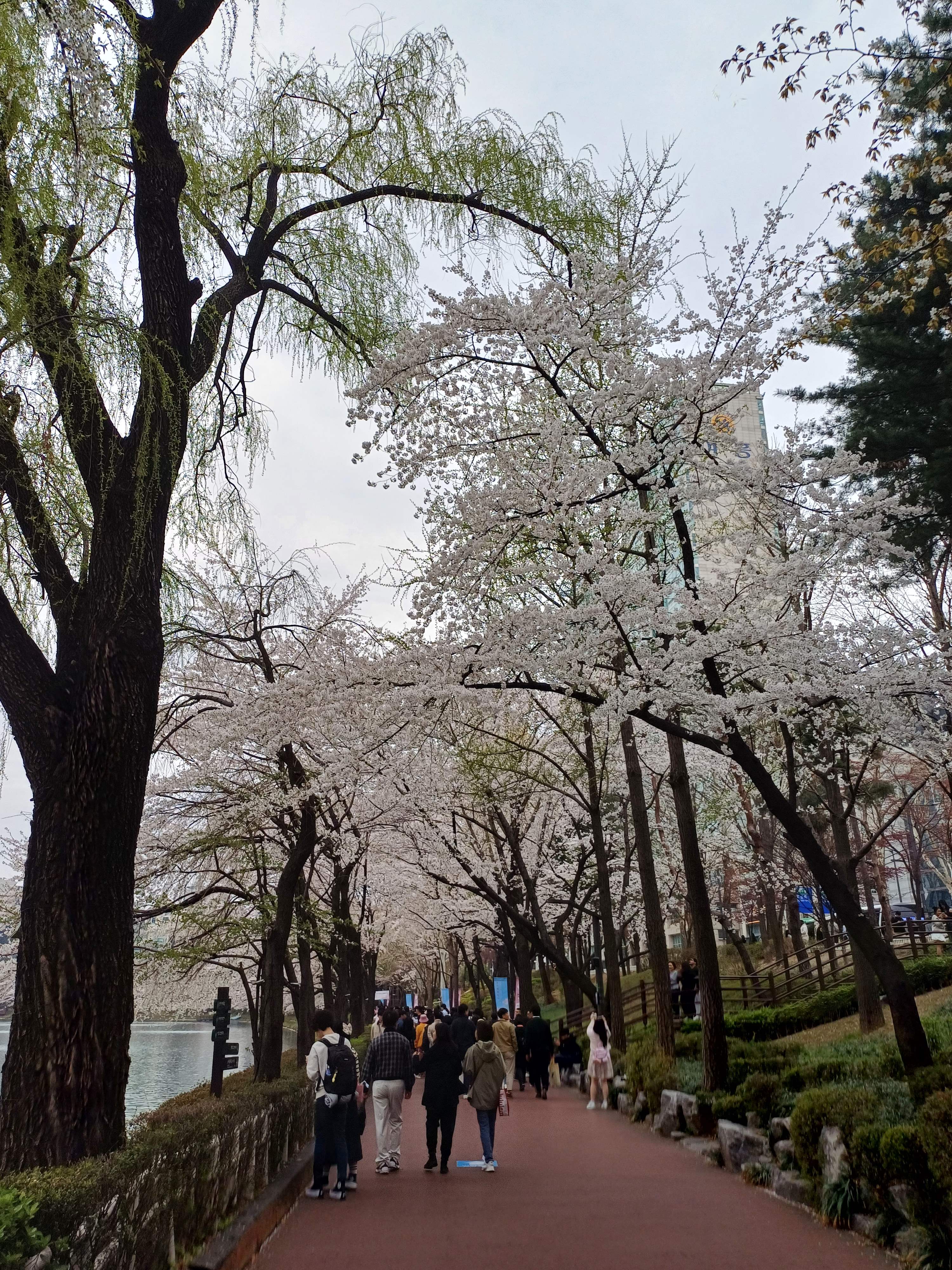
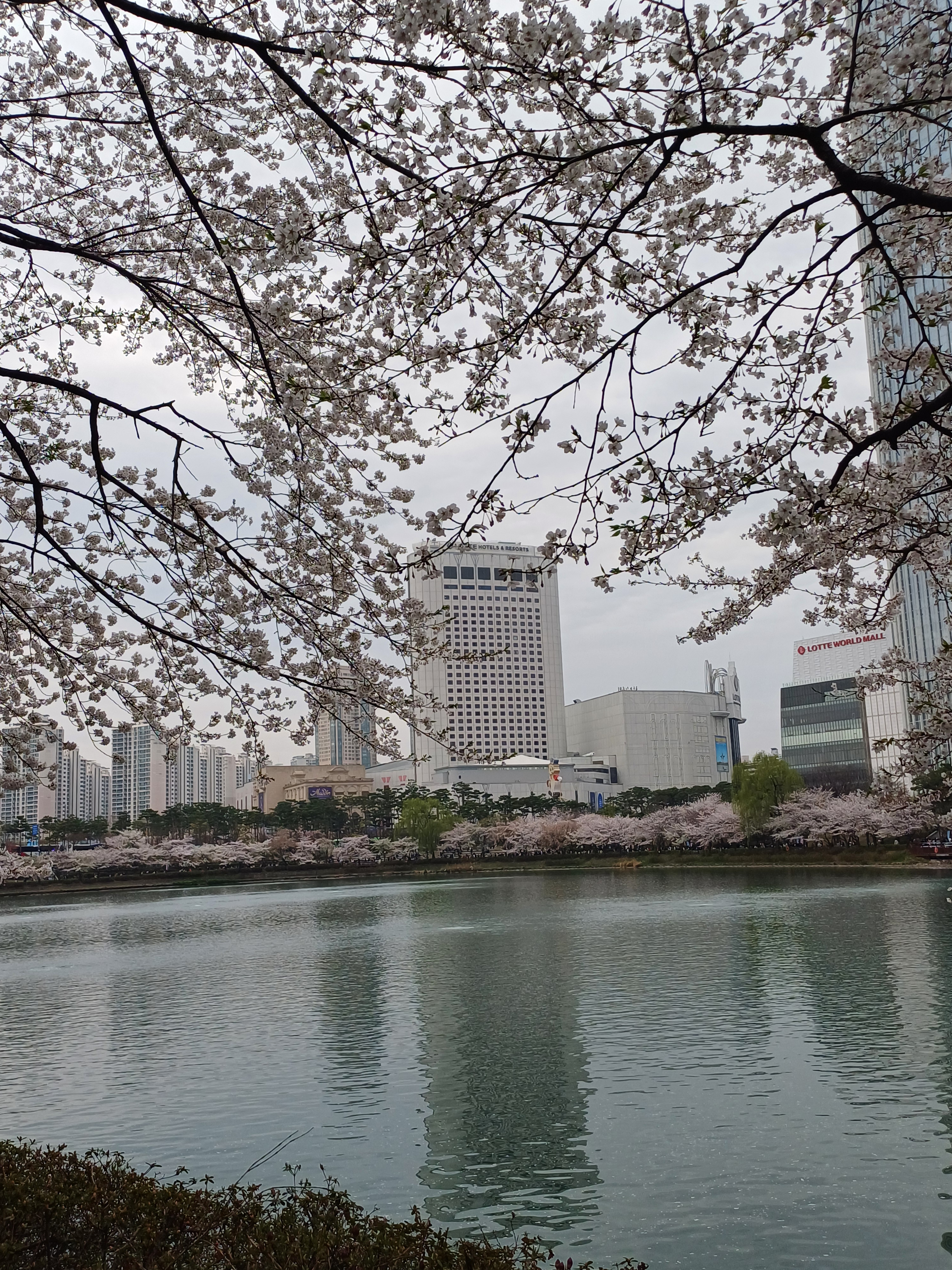
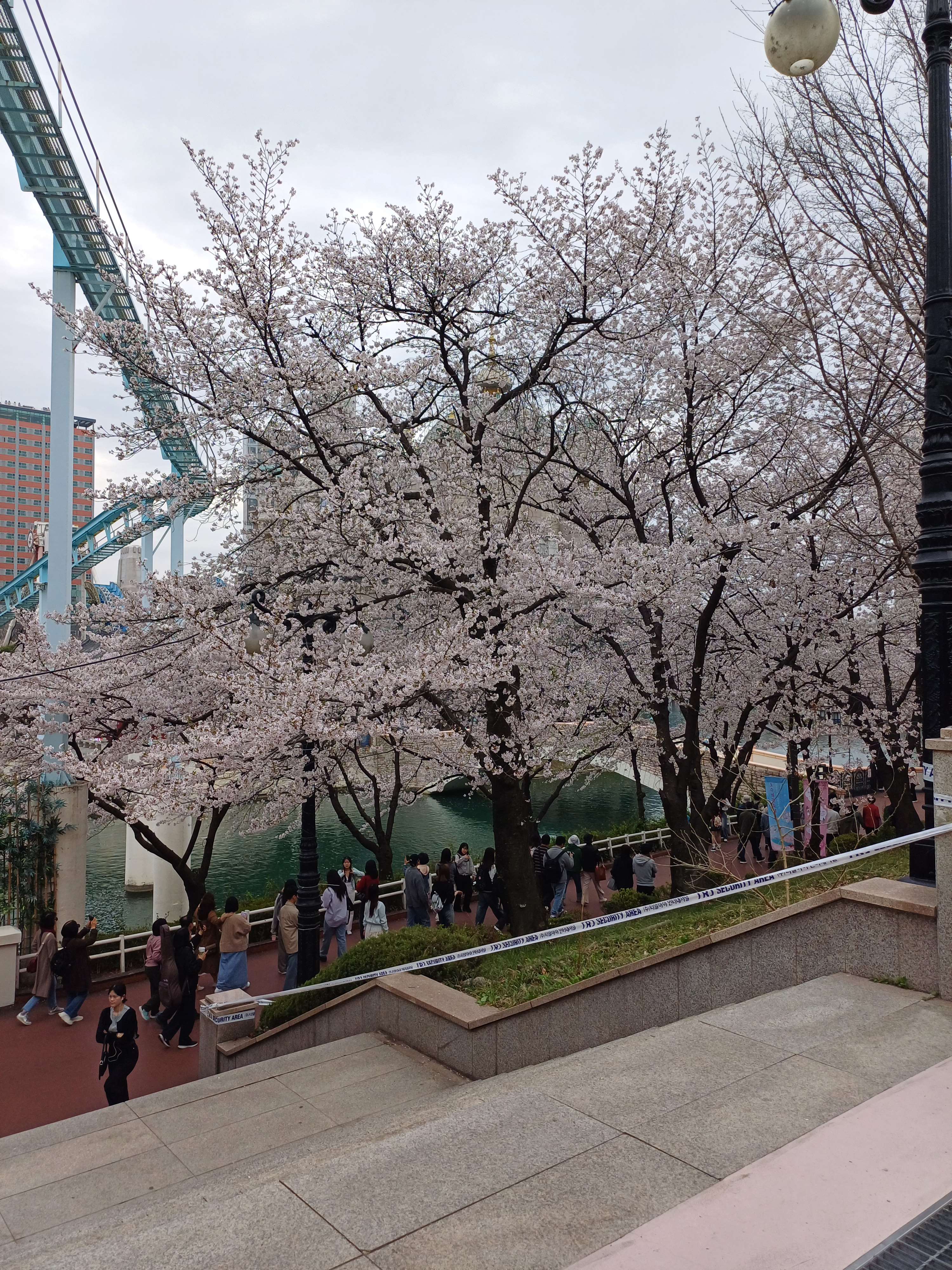
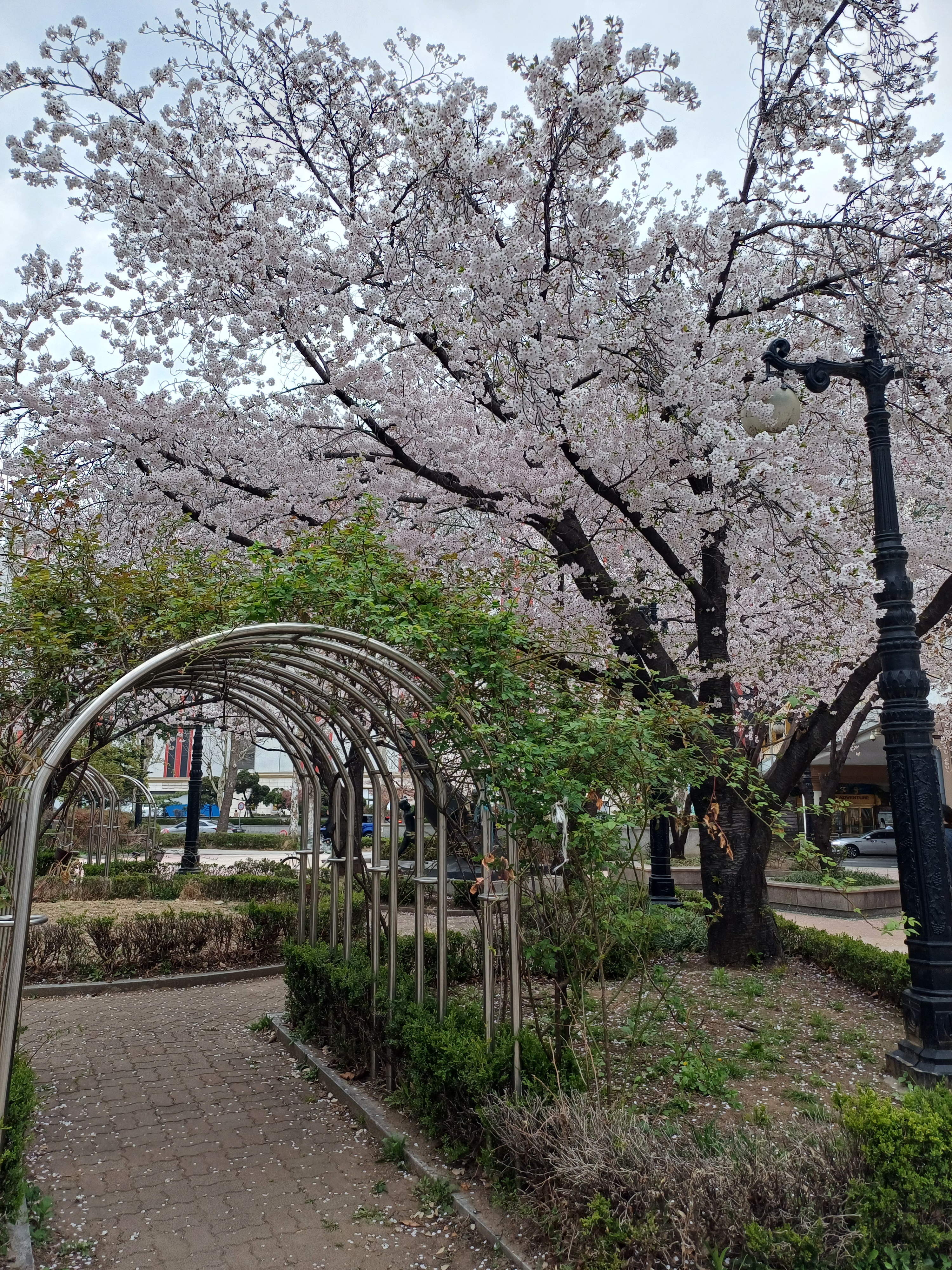

### 파노라마
